# Jüdischer Friedhof (Moryń)

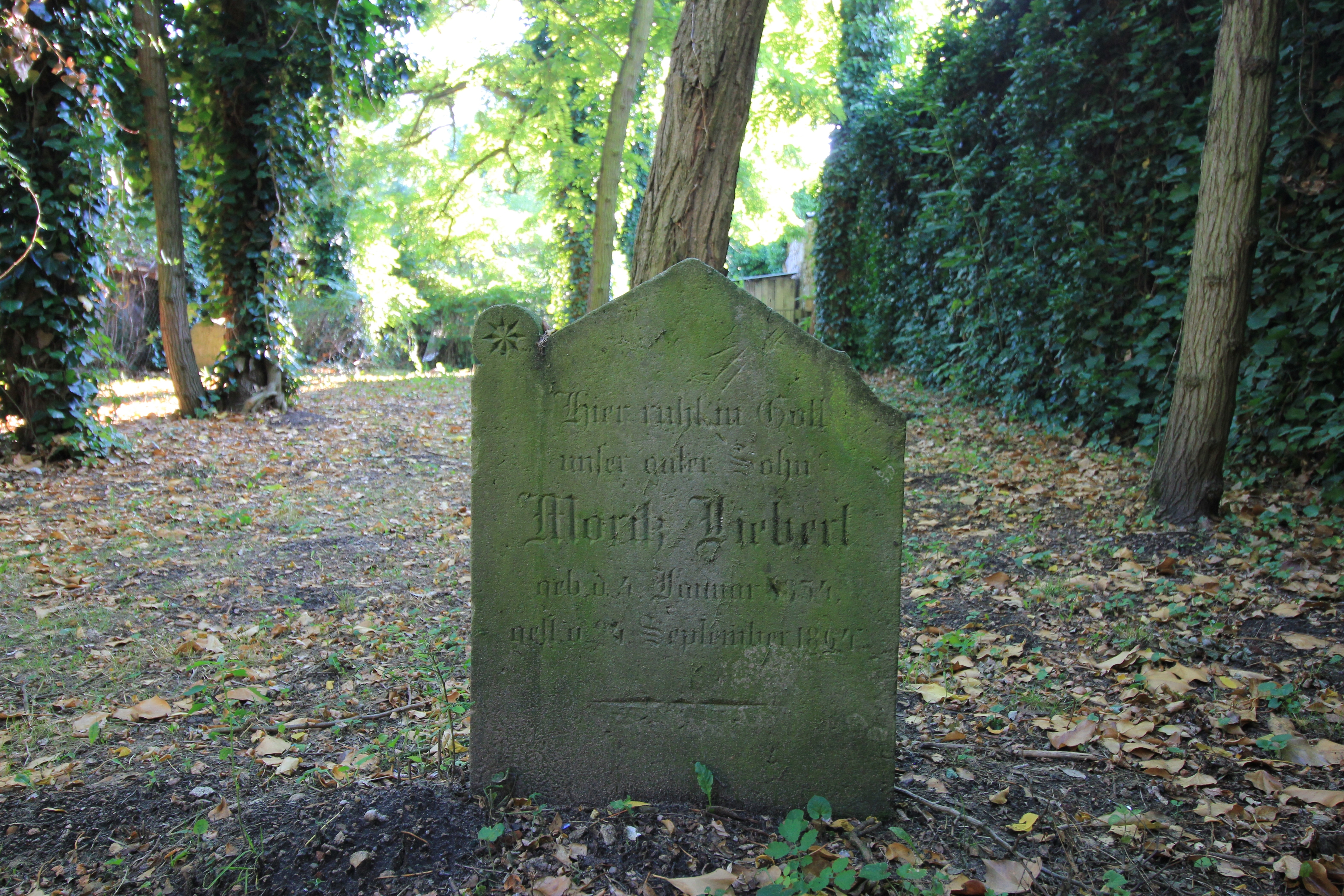
Jüdischer Friedhof in Moryń

Der Jüdische Friedhof in Moryń (deutsch Mohrin, früher Morin), einer Stadt in der polnischen Woiwodschaft Westpommern im Powiat Gryfiński, wurde vermutlich Mitte des 19. Jahrhunderts angelegt.
Der jüdische Friedhof diente den verstorbenen Juden aus der unmittelbaren Region als letzte Ruhestätte. Während des Zweiten Weltkrieges wurde der Friedhof verwüstet. 
Der Friedhof mit nur noch wenigen vorhandenen Grabsteinen ist heute fast völlig von der Vegetation überwuchert.